# Gábor Bukrán
Gábor Bukrán (ur. 26 listopada 1975 w Egrze) – węgierski piłkarz, grający na pozycji pomocnika, reprezentant kraju.

## Kariera
Seniorską karierę rozpoczynał w 1992 roku w Honvédzie Budapeszt, jednak nie zagrał w tym klubie ani jednego meczu. W 1993 roku przeszedł do belgijskiego RSC Charleroi. Mimo że zadebiutował w ligowym meczu tej drużyny w wieku siedemnastu lat, to początkowo był w niej graczem rezerwowym; później jednak grał w podstawowym składzie. W Belgii występował do sezonu 1996/1997, po czym został zawodnikiem hiszpańskiego trzecioligowca – Córdoba CF. Po roku występów przeniósł się do innego klubu z Hiszpanii, Xerez CD. W latach 1999–2001 był zawodnikiem angielskiego Walsall F.C.. Podczas pobytu w tym klubie zagrał jedyny grał w reprezentacji Węgier – 23 lutego 2000 roku w przegranym 0:3 towarzyskim meczu z Australią. Rundę jesienną sezonu 2001/2002 spędził w Wigan Athletic. po czym zmienił klub na Austrię Salzburg. Bukrán nie był w tym klubie jednak graczem podstawowego składu i w sezonie 2002/2003 jego pracodawca podjął nieudane próby sprzedaży węgierskiego piłkarza do Grecji, Belgii i na Bliski Wschód, a wiosną zesłał go do rezerw. Latem 2003 roku został sprzedany do Royal Antwerp FC, gdzie jednak z powodu kontuzji nie grał przez kilka miesięcy, debiutując dopiero w styczniu. Po spadku Royal Antwerp do drugiej ligi, był bliski podpisania kontraktu z Realem Murcia, jednak do zawarcia umowy ostatecznie nie doszło. Z tego względu w sezonie 2004/2005 Bukrán kontynuował grę w Royal Antwerp FC. Po wygaśnięciu umowy w 2005 roku Węgier pozostawał bez klubu. Jesienią został zawodnikiem trzecioligowego UD Namur. Bukrán reprezentował barwy tego klubu do 2010 roku, stając się kapitanem drużyny oraz przez pewien czas asystentem trenera. Po opuszczeniu UD Namur kontynuował grę w klubach belgijskich z niższych lig: RJS HL Fleurus, RES Couvin-Mariembourg i CS Onhaye.

## Statystyki ligowe
| Sezon         | Klub             | Liga               | Mecze | Gole |
| ------------- | ---------------- | ------------------ | ----- | ---- |
| 1992/1993     | Kispest Honvéd   | NB I               | 0     | 0    |
| 1993/1994     | RSC Charleroi    | Eerste klasse      | 6     | 1    |
| 1994/1995     | RSC Charleroi    | Eerste klasse      | 13    | 0    |
| 1995/1996     | RSC Charleroi    | Eerste klasse      | 24    | 0    |
| 1996/1997     | RSC Charleroi    | Eerste klasse      | 20    | 0    |
| 1997/1998     | Córdoba CF       | Segunda División B | 29    | 3    |
| 1998/1999     | Xerez CD         | Segunda División B | 18    | 2    |
| 1998/1999     | Xerez CD         | Segunda División B | 18    | 2    |
| 1999/2000     | Walsall F.C.     | First Division     | 37    | 2    |
| 2000/2001     | Walsall F.C.     | Second Division    | 36    | 2    |
| 2001/2002 (j) | Wigan Athletic   | Second Division    | 1     | 0    |
| 2001/2002 (w) | Austria Salzburg | Bundesliga         | 8     | 0    |
| 2002/2003     | Austria Salzburg | Bundesliga         | 6     | 0    |
| 2003/2004     | Royal Antwerp FC | Eerste klasse      | 11    | 0    |
| 2004/2005     | Royal Antwerp FC | Tweede klasse      | 9     | 1    |
| 2005/2006     | UR Namur         | Derde klasse       | 5     | 0    |
| 2006/2007     | UR Namur         | Derde klasse       | 28    | 0    |
| 2007/2008     | UR Namur         | Tweede klasse      | 31    | 4    |
| 2008/2009     | UR Namur         | Tweede klasse      | 29    | 2    |
| 2009/2010     | UR Namur         | Derde klasse       | 31    | 2    |
| 2010/2011     | RJS HL Fleurus   | Derde klasse       | 16    | 0    |